# Kommando Spezialkräfte
Kommando Spezialkräfte (KSK) – utworzona w 1996 r. jednostka specjalna, złożona ze specjalistów wybranych spośród żołnierzy niemieckiej Bundeswehry. Jest częścią Dywizji Operacji Specjalnych i Sił Reagowania Kryzysowego (KRK). KSK została wielokrotnie udekorowana przez NATO, Stany Zjednoczone i podmioty stowarzyszone. Operatorzy KSK są często proszeni o udział w łączonych operacjach antyterrorystycznych, szczególnie na Bałkanach i na Bliskim Wschodzie.

## Historia
Po zmianach jakie zostały zapoczątkowane w 1989 r., prowadzono w Niemczech trwającą kilka lat debatę na temat zasadności posiadania sił zbrojnych oraz ich kształtu. Wnioski z tych debat znalazły odzwierciedlenie w niemieckiej polityce bezpieczeństwa, w której stwierdzono, że niemieckie Siły Reagowania Kryzysowego muszą być zdolne do prowadzenia operacji z udziałem wszystkich trzech rodzajów sił zbrojnych, we współpracy z sojusznikami. W trakcie tych dyskusji wybuchła krwawa wojna domowa w Ruandzie, gdzie znajdowali się m.in. obywatele RFN.
Wojna ujawniła, że Niemcy nie są w stanie zapewnić bezpieczeństwa swoim obywatelom przebywającym aktualnie w Ruandzie. Ewakuację przeprowadzili belgijscy spadochroniarze. Niemiecki minister obrony Volker Rühe zezwolił na rozpoczęcie prac nad jednostką, która pozwoli m.in. na ewakuację obywateli niemieckich poza granicami RFN. W 1994 r. opracowano podstawową koncepcję przyszłych niemieckich sił specjalnych. KSK zaczęto tworzyć w 1996 r., natomiast oficjalnie została ona utworzona 1 kwietnia 1997 r.
KSK swój chrzest bojowy przeszła na Bałkanach, kiedy brała udział w operacjach związanych z aresztowaniami zbrodniarzy wojennych. Działała też kilkakrotnie w Bośni i Hercegowinie oraz w Kosowie, szczegóły tych działań nie zostały ujawnione. Aktualnie jednostka bierze udział w operacji Enduring Freedom, działając m.in. w składzie Task Force K-Bar (Combined Joint Special Operations Task Force – South) oraz wykonuje operacje na terenie Afganistanu w ramach ISAF.
KSK obok przedstawicieli sił specjalnych z 7 innych państw (Australii, Danii, Kanady, Norwegii, Nowej Zelandii i Turcji), stanowiła część Połączonego Zespołu do Zadań Specjalnych – Południe (JSOTF-South), który od października 2001 do kwietnia 2002 skutecznie tropił i zwalczał Talibów i Al-Ka’idę w południowym Afganistanie.

## Przeznaczenie
- Ochrona wojsk niemieckich i obiektów za granicą oraz osób w szczególnych sytuacjach:
  - Obrony przed wrogimi siłami i ukrytym przeciwnikiem
  - Ochrony osób
- Operacje ratowania, ewakuacji i uwalnianie ludzi obejmujących:
  - Ratowanie i ewakuacja niemieckich obywateli oraz innych osób z obszarów objętych wojną i zagrożeniem terrorystycznym
  - Ratowanie z niewoli niemieckich żołnierzy
- Prowadzenie wywiadu wojskowego w celu zdobycia przewagi informacyjnej
- Rozpoznawanie i monitorowanie celów o wysokim znaczeniu:
  - Walka z celami wysokiej wartości na wrogim terytorium
  - Usuwanie, niszczenie lub uszkadzanie ważnych dla przeciwnika obiektów i sprzętu
- Powstrzymywanie ataków terrorystycznych[3].